# Lucky Starr e le lune di Giove
Lucky Starr e le lune di Giove (Lucky Starr and the Moons of Jupiter) è un romanzo di fantascienza del 1954 di Isaac Asimov, quinto libro della serie di space opera avventurosa per ragazzi dedicata al personaggio di Lucky Starr.

## Ambientazione
Lucky Starr e le lune di Giove è ambientato nel sistema di Giove. A metà degli anni cinquanta, quando fu scritto il romanzo, il pianeta aveva soltanto dodici satelliti conosciuti, mentre oggi se ne conoscono 63.
La prima metà del racconto si svolge sul più lontano satellite conosciuto, Giove IX (Sinope), scoperto da Seth Barnes Nicholson nel 1914. A Giove IX era stato dato il nome provvisorio di Ade nel 1955, ma nel romanzo Asimov lo chiama erroneamente Adrastea, che era il nome provvisorio di Giove XII. Senza dubbio la confusione sorse a causa del fatto che Giove IX era il dodicesimo satellite conosciuto in ordine di distanza, mentre Giove XII era il nono satellite in ordine di distanza. Nel 1975, l'Unione Astronomica Internazionale diede a Giove IX il nome di Sinope. Nella descrizione di Asimov il diametro di Giove IX è di 143 chilometri, mentre adesso si pensa che sia solo di 37 chilometri. Il romanzo è ambientato in parte su Io, il più interno dei quattro satelliti medicei. Questa luna viene rappresentata come avvolta da una sottile atmosfera di metano, con campi coperti da neve di ammoniaca e ghiaccio, e solcata da fiumi di ammoniaca liquida.

## Trama
Lucky Starr è mandato a studiare uno strano e grave caso di spionaggio. Il progetto Agrav, uno dei più segreti e importanti della Terra, è noto ai siriani, e quel che è più strano è il modo in cui i dati trapelano. Sono infatti distribuiti in modo tale che ci vorrebbero svariate persone per rubarli, ed è impossibile che esista una tale organizzazione e nessuna delle numerose indagini dia alcun frutto. Questo significa che i siriani hanno sviluppato una sorta di spionaggio perfetto, e nessuna delle contromisure adottate funziona. Conway ipotizza addirittura che siano riusciti a realizzare una qualche forma di telepatia. Da questa ipotesi, per quanto campata in aria, Lucky prende spunto per chiedere di portare con sé una rana-V, per sfruttare il suo (debole) campo telepatico per percepire le emozioni di chi incontra, e, se c'è veramente un telepate, probabilmente qualcosa di più.
All'arrivo su Giove nove, il satellite di Giove su cui vengono compiuti gli esperimenti Agrav, il comandante Donahue, capo del progetto, incontra Lucky e Bigman prima dell'atterraggio, per chiedere di soprassedere dall'indagine, in quanto è l'ennesima di una serie, e gli uomini che lavorano al progetto non ne sono felici: essendo un lavoro pericoloso, infatti, è ben retribuito e senza troppe formalità nell'assunzione, e attira quindi parecchie persone con guai con la legge, che temono che con la ricerca delle spie saltino fuori i propri trascorsi. Lucky rifiuta molto ruvidamente, salvo spiegare a Bigman che in realtà è stata una mossa per testare la rana-V: entrambi hanno infatti sentito la rabbia del comandante durante la discussione. La rana-V continuerà a funzionare da "ripetitore mentale" nel seguito, gatti compresi.
Agrav è un sistema per assorbire l'energia data ad un corpo da un campo gravitazionale, permettendo di viaggiare a velocità costante al suo interno: la sua applicazione più semplice sono i corridoi Agrav presenti sul satellite, che consentono a chi indossi l'apposita bardatura di spostarsi lungo tutto il planetoide. Il tenente Nevsky assiste Lucky e Bigman nel primo uso dei corridoi Agrav, accompagnandoli ai quartieri dove sono ubicati i loro alloggi; lì però trovano un "comitato di accoglienza"
di operai ostili, capeggiati da un certo Summers. Lucky, che ha bisogno della collaborazione del personale se vuole svolgere la sua indagine, congeda il tenente e affronta direttamente Summers, che gli suggerisce di andar via da Giove nove se non vuole farsi male. Vista la resistenza di Lucky, gli impone di dimostrare la sua idoneità affrontando Armand, un grosso operaio robusto, all'interno dei corridoi Agrav. Lucky accetta, ma qualcosa sembra non funzionare coi comandi: e difatti Bigman, rimasto fuori con la rana-V, si accorge che Summers sta maneggiando qualcosa per annullare i suoi movimenti. Minacciandolo col fucile ad ago, lo costringe ad ammetterlo pubblicamente, e ad attendere la fine dello scontro, che si risolve a favore di Lucky, cosa che permette a tutta la questione di finire nell'accettazione della loro presenza da parte degli operai, escluso Summers che nella confusione è scappato.
Mentre, raggiunti i loro alloggi, Bigman finisce di medicare Lucky, i due ricevono la visita di Norrich, il loro vicino, capo tecnico, che li invita nel suo appartamento per bere qualcosa e parlare degli avvenimenti del giorno. L'uomo è cieco, ma è diventato talmente abile nel regolarsi con il tatto che Bigman non se ne rende conto finché non pesta per sbaglio il suo cane guida, Mutt. Norrich spiega a Lucky i motivi per cui gli uomini hanno reagito così alla sua presenza: temono sempre che, all'interno delle indagini, vengano a galla le proprie pendenze con la giustizia, visto che molti di loro sono venuti a lavorare su Giove nove per evitare la prigione. E difende Summers, a cui è legato perché è lui ad avergli procurato, un po' illegalmente, il suo cane attuale dopo che il precedente era morto in un incidente. Ad una domanda di Lucky, spiega poi che il comandante Donahue è quasi al termine del suo mandato annuale, e la prima nave Agrav è quasi pronta a partire: non vuole perdere la possibilità di essere lui a guidarla ed entrare nella storia: ed ecco spiegata la sua ostilità verso Lucky e le sue indagini. A questa idea, Bigman si arrabbia gesticolando, il che provoca la reazione di Mutt, il che permette all'orgoglioso Norrich di concludere la serata dando prova dell'addestramento anti-aggressione del suo cane.
La mattina dopo, mentre Lucky tranquillizza il comandante per videotelefono sullo scontro della sera prima e sul fatto che non ne verrà fatta menzione se non necessario, Bigman, che stava facendo la doccia, chiama Lucky con un urlo: qualcuno ha ucciso la rana-V! Il colpevole ha utilizzato un'arma termica sia per entrare che per distruggere l'acquario con l'animale. All'incontro col comandante, che si svolge come da programma dopo un'ora, Lucky spiega a lui e all'altro responsabile del progetto presente, l'ingegner Panner, cosa faceva e a cosa serviva la rana-V, e come la sua uccisione cambi le carte in tavola. In primo luogo, ucciderla non era facile, dato che l'affetto che essa ispirava era la sua arma di sopravvivenza: e poi, visto che da sola non era in grado di trasmettere pensieri completi ma solo vaghe emozioni, non avrebbe dovuto rappresentare un pericolo così grave. Infine, di già che c'era, il colpevole avrebbe potuto uccidere anche Lucky e Bigman, impreparati e disarmati. Il tutto portava a una conclusione: un robot, che non avendo affatto emozioni avrebbe potuto essere smascherato facilmente dalla rana-V, aveva ucciso la rana-V senza problemi, e non aveva sparato agli uomini per via della Prima Legge della robotica. Un robot umanoide sarebbe una spia perfetta: Lucky ha intenzione di tentare di verificare l'umanità degli addetti al progetto, non con un'indagine fisica tipo raggi X, che potrebbero attivare eventuali bombe inserite appositamente nel corpo del robot, ma con metodi indiretti, ad esempio richiedendogli di obbedire ad ordini assurdi.
A questo punto, Donahue esplode: non crede alla storia del robot, vuole portare nello spazio senza problemi la prima nave Agrav, che partirà l'indomani sera, e per fare questo ha isolato il satellite dalla Terra. Lucky non avrà alcun modo di imporgli di fare la sua indagine fintanto che la nave non sarà ritornata. Ma Lucky risponde che saranno a bordo della stessa nave Agrav per indagare; e se Donahue glielo impedirà, potrà essere destituito retroattivamente, perdendo il proprio nome come comandante della prima nave Agrav. Con questa minaccia il comandante è costretto a cedere.
Prima di partire, mentre Lucky cerca di cavare il più possibile informazioni sui robot dai libri della biblioteca, Bigman va a far visita a Norrich, che gli spiega i principi generali del progetto Agrav, e della sua applicazione più importante: le astronavi. Per manovrare nelle lune di Giove, ad esempio, occorre controbilanciare la gravità sia all'andata che al ritorno, con enorme utilizzo di energia, il che lo rende quasi impossibile: mentre Agrav permette di accumulare energia quando si viaggia dall'esterno verso l'interno, e di riutilizzarla quando si torna indietro, il che rende possibili viaggi e manovre con molta più facilità. In realtà, lo scopo di Bigman è di mettere alla prova Norrich, la cui abilità con rompicapo tridimensionali e altri oggetti del genere visti nel suo appartamento ha suscitato la sua diffidenza. Bigman crede di aver centrato il bersaglio, ma una volta portato Norrich da Lucky con la forza, l'ipotesi svanisce: Norrich si è accorto che Bigman ha spento la luce, ma perché ha sentito Mutt che andava a mettersi a dormire nel suo angolo.
La nave Agrav parte l'indomani, con a bordo anche Lucky, Bigman, e, probabilmente, il robot. Lucky è tormentato dalla prima serata da un vago ricordo su qualcosa che non andava, che non riesce ad afferrare, ed attribuisce a quel ricordo subconscio la sua certezza che il robot sia sulla nave. Prova anche, assieme a Panner, a controllare che non sia imbarcato come clandestino, ispezionando i giganteschi motori senza esito. Il resto dell'equipaggio è costituito dal personale necessario e da uomini con meriti speciali, come lo stesso Norrich (la perdita della vista è dovuta a un suo atto di coraggio) e Summers, che ha contribuito con una intelligente innovazione al progetto pur non essendo neanche un tecnico. Il programma di volo si svolge regolarmente: la nave oltrepassa le orbite dei satelliti maggiori ed atterra su Io.
Il programma prevede che si allestisca una sorta di campo base da lasciare sul satellite, ma i lavori lasciano liberi gli uomini euforici di godersi diverse uscite in tuta spaziale ad ammirare lo spettacolare Giove. Persino Mutt ha una tuta spaziale appositamente adattata, il che permette a Norrich di scendere sulla superficie del satellite, allo scopo di far parte del ristretto gruppo di coloro che sono stati i primi a camminare su un nuovo pianeta. Durante una di queste passeggiate, avviene un pericoloso incidente: mentre Bigman si diverte a saltare attraverso i mucchi di ammoniaca ghiacciata che cospargono il satellite, lacera il tubo dell'ossigeno ed inizia a soffocare. Il marziano non è visibile, ma all'improvviso Mutt interviene e lo individua, permettendo a Lucky di intervenire.
Soccorso Bigman e riportatolo sulla nave, segue quasi subito la partenza: la rotta prevista prevede di puntare verso Giove per sfruttare la sua gravità come una fionda per risparmiare ulteriore energia nel viaggio di ritorno. Ma, appena lasciato Io, qualcosa non va: Agrav si spegne immediatamente, a Panner che accorre nei locali dei motori viene riferito che neanche la riserva energetica accumulata si può utilizzare: resta l'energia di emergenza. Al comandante Donahue e a tutti coloro che si sono precipitati in sala macchine Panner spiega che non c'è nessun guasto: si tratta di sabotaggio, pesante, lungo e difficile da riparare. Ci vorrebbero giorni: ma la nave sta precipitando verso Giove, e l'energia di emergenza non è sufficiente per rispettare l'orbita prevista. Lucky prende in pugno la situazione, passando sopra Donahue, si reca in plancia di comando e fa modificare la rotta: c'è ancora un satellite tra Io e Giove, sebbene se ne siano dimenticati tutti: è Giove cinque, e l'energia è sufficiente per atterrarvi.
Le riparazioni procedono con foga, e in qualche modo la nave danneggiata può ripartire. La situazione è però cambiata ulteriormente: il famoso robot non può aver compiuto il sabotaggio, in quanto avrebbe condannato a morte gli esseri umani; si tratta quindi di qualcun altro, che presumibilmente non è più a bordo, essendo ovviamente fuggito per evitare il disastro. In effetti manca Summers, e, non essendo stati aperti i portelli dopo la partenza da Io, è rimasto sicuramente là. Si pensa di poter individuare il robot, in quanto prima di partire è stato fatto l'appello e quindi qualcuno deve aver coperto la mancanza del sabotatore: ma si scopre che Summers si era fatto coprire da Norrich, raccontandogli che aveva dimenticato delle attrezzature fuori, e Norrich non era ovviamente in grado di verificarne il rientro.
Raggiunta Io, Bigman e Lucky vanno a prendere Summers, che trovano arrampicato su una scogliera, a corto d'ossigeno, in attesa dei Siriani che non si sono fatti vedere. Dopo aver sparato ai due che si avvicinavano, l'uomo ignora le richieste di resa di Lucky e si suicida gettandosi dall'altra parte della scogliera col casco aperto. Ora non può più rivelare chi è il robot: ma Lucky sorprende Bigman dicendogli di aver capito qual è la verità. Ritorna alla nave, e propone a Norrich di andare a seppellire Summers insieme. Norrich, che si era considerato suo amico, accetta. Mentre sono ancora sulla tomba di Summers, Lucky si rivolge a Norrich accusandolo di essere lui il robot, che Summers aveva insistito per far salire a bordo, e di averli ingannati con un'emozione "artificiale" creata allo scopo. Bigman lo aggredisce puntando il fucile, e Mutt corre alla volta del padrone. Ma a pochi passi da loro si blocca e cade: è lui il robot tanto cercato. Lucky apre la tuta spaziale del falso cane e rimuove l'ordigno che trova alla base del collo.
Mentre la nave ritorna alla base, Lucky spiega a Panner come c'è arrivato: Mutt ha salvato Bigman dalla neve ammoniacale, ma come ha potuto trovarlo, chiuso in una tuta spaziale? Ha usato qualche tipo di senso speciale, e ha dovuto farlo per non violare la Prima Legge. Inoltre, è Summers che ha procurato quel cane a Norrich, e probabilmente non è il solo cane robot usato per lo spionaggio, vista l'impossibilità di sospettare di loro. Anche il vago ricordo subconscio ora è chiaro: la prima sera, durante la dimostrazione dell'addestramento di Mutt, si erano sentite le emozioni di tutti, tranne che del cane. Lucky aveva usato ancora la Prima Legge contro il robot: aveva finto un'accusa assurda contro Norrich (l'emozione sintetica avrebbe reso inutile uccidere la rana-V) e simulato un attacco di Bigman per metterlo di fronte ad un dilemma: danneggiare Bigman, o permettere che danneggiasse Norrich. Questo aveva fatto andare fuori circuito il cervello positronico, e consentito la rimozione della bomba. Ora occorrerà procurare un cane vero a Norrich, e individuare e sgominare la rete siriana di distributori di cani robot.

## Edizioni
- Isaac Asimov, The Moons of Jupiter, Doubleday, 1954.
- Isaac Asimov, Lucky Starr e lune di Giove, traduzione di Patrizia Krachmalnicoff, Giunti, 1978.
- Isaac Asimov, Lucky Starr e lune di Giove, traduzione di Lidia Lax e Diana Georgiacodis, collana Oscar Bestsellers n° 774, Mondadori, 1991,  p. 181, ISBN 88-04-43248-9.
- Isaac Asimov, Lucky Starr e lune di Giove, traduzione di Lidia Lax e Diana Georgiacodis - copertina di Karel Thole, collana Oscar Fantascienza n° 94, Mondadori, 1991, ISBN 88-04-34755-4.